# Pestalotia vaccinii
Pestalotia vaccinii är en svampart som först beskrevs av Cornelius Lott Shear, och fick sitt nu gällande namn av Guba 1929. Pestalotia vaccinii ingår i släktet Pestalotia och familjen Amphisphaeriaceae.   Inga underarter finns listade i Catalogue of Life.